# طرزان مانيسا
أحمد بدوي (بالتركية: Manisa Tarzanı)‏ (طرزان مانيسا), أحمد الدين كارلاك وفقاً للسجلات الرسمية للدولة العثمانية (مواليد 1899 سامراء، العراق تحت الحكم العثماني - الوفاة 31 مايو 1963 مانيسا، تركيا)، من أصل تركماني من كركوك. يحمل ميدالية الاستقلال وحارب في حرب الاستقلال.
يعتبر طرزان مانيسا أول عالم بيئي في تركيا وقد زرع آلاف الأشجار في مانيسا. حصل على لقب كارلاك بسبب ملابسه الهزيلة، ويعيش في جبل سبيل ويتجول فقط في شوارع مانيسا، وسمي بطرزان مانيسا بعد ظهوره في فيلم طرزان مانيسا عام 1934.
تحول طرزان مانيسا إلى أسطورة في عام 1963 وأقيمت له العديد من التماثيل في المقاطعة. في 31 مايو تقام أحتفالات في مانيسا، من كل عام في ذكرى وفاته.

## حياته
ولد كارلاك عام 1899. وفقاً للتقارير، إما في بغداد أو سامراء. شارك كارلاك في حرب الأستقلال التركية في عنتاب وكان واحداً من تلك القوات التي غزت أزمير.
وأُصيب في الحرب وحصل على ميدالية الأستقلال لشجاعته. مباشرة بعد الحرب أستقر كارلاك في مانيسا. هناك تعجب من آثار حريق كبير. وكانت إعادة تشجير المنطقة منذ ذلك الحين مضمون حياته. زرع أحمد بدوي عدد لا يحصى من الأشجار. ومنذ عام 1924 لم يحلق لحيته بعدها. لهذا السبب، دعاه الناس أولاً Hacı («حاج»). وسرعان ما أرتدى كارلاك السراويل القصيرة. وترك جسده العلوي مكشوفًا.
عاش وحيدًا في كوخ لمدة 40 عامًا، وأُطلق عليه أسم «طوبكالي» (قلعة المدفع)، وأستخدم أسم أحمد بدوي. ربما كان أحد سكان مانيسا قد أعطاه لقب أحمد بدوي. تعلم بدوي في Halk Mektepleri (المدارس الأبتدائية) النص اللاتيني التركي وشارك في الحياة العامة. وزار المدينة بأنتظام، حيث كان يعمل في ديدي نيازيس المحلي. في المقابل، كان أحمد بدوي يحضر الماء من الجبل إلى المطعم. في بعض الأحيان، كان بدوي يقوم بعمل إضافي لإدارة المدينة. في عام 1933، تعاقد براتب شهري بـ30 ليرة تركية كمساعد بستاني.
في عام 1934، تم عرض فيلم للرد على فيلم طرزان في دور عرض مانيسا، وأطلق على بدوي لقب «طرزان مانيسا».
وقد شارك بدوي في مسيرات أنتصارية رسمية أحتفالاً بالحرب الثورية. أرتدى بدوي الميدالية على ورقة من النخيل زخرفية التي ربطها حول رقبته.
كان بدوي متسلق جبال. جنباً إلى جنب مع أعضاء نادي تسلق الجبال المحلي أنضم إلى أرارات، وجبل جيلو (1957)، وجبال أنتي-طوروس وجبل دميركازيك (1959).
في عام 1959، زار أحمد بدوي، جنباً إلى جنب مع نادي تسلق مانيسل قونية ونيدا. جذب ظهوره عشرات الآلاف من المتفرجين. في البداية أراد بدوي دخول متحف مولانا وتم منعه بسبب جسمه العلوي العاري. من ناحية أخرى، أشار بدوي إلى نقش فوق الباب، والذي كتب عليه: «تعالوا إلي، أياً كنت!»، ودخل.

## الوفاة
توفي أحمد بدوي في 31 مايو 1963 في مستشفى الدولة من قصور القلب. أفادت صحيفة حريت في 1 يونيو 1963 تحت عنوان «وفاة طرزان مانيسا» عن وفاته. دفن كارلاك في المقبرة العصرية في مانيسا، على الرغم من أن أمنيته الأخيرة كانت هي أن يدفن في «توبكالي».

## مقتطفات
- يُدعى أسبوع العمل البيئي في مانيسا بـ«أسبوع بيئة طرزان مانيسا». جوائز مجلس المدينة «جوائز طرزان».
- مشجعو مانيساسبور تشير إلى بدوي بأسم "Tarzanlar" (طرزان).
- وتسمى مدرسة مانيسا الأبتدائية «مدرسة أحمد بدوي طرزان مانيسا».
- تم تصوير حياة أحمد بدوي عام 1994 من قبل أورهان أوغوز بعنوان «طرزان مانيسا». يعتبر الفيلم أول فيلم بيئي في تركيا.
- يسمى شارع في مانيسا بـ«شارع طرزان».
- تحتوي حديقة الفاتح في مانيسا على نصب تذكاري يعرض أحمد بدوي بالحجم الطبيعي، «تمثال طرزان».
- كان يسمى حدث عبر البلاد في مانيسا في عام 2015 بـ«طرزان مانيسا».
- ويزعم بأن أحمد بدوي يظهر يومياً في الساعة 12:00 بتوقيت أطلاق المدفع.
- يقال إن بدوي قد تلقى العديد من رسائل الحب التي فقدت بعد وفاته.[5]

## الأدب
- Bedriye Aksakal: Yeşilin Atası Manisa Tarzanı. 1993